# Северный китовидный дельфин
Северный китовидный дельфин (лат. Lissodelphis borealis) — вид морских дельфинов из рода китовидных дельфинов. Обитает в холодных и умеренных водах Тихого океана. Встречается в водах России. Плохо изученный вид.

## Описание

### Внешний вид
Длина тела до 2,5 метров. Жировая подушка на голове низкая, клюв узкий. Нижняя челюсть слегка выступает вперёд. Хвостовой стебель тонкий, спинной плавник отсутствует. Грудные плавники серповидной формы. Зубы тонкие и мелкие (диаметр 3 мм) 42—37 пар в верхней челюсти и 49 пар в нижней. В позвоночнике 82 позвонка. Имеет бархатно-чёрный окрас, за исключением белого кончика рыла и узкого светлого пятна на животе, которое начинается на нижней стороне хвостового плавника и завершается ромбовидным расширением между грудными плавниками.

### Распространение
Обитает в северной части Тихого океана от Берингова моря и Японии до Калифорнии. В водах России встречается неподалёку от Курильских островов.

### Питание
Кормится головоногими моллюсками и рыбой.

### Поведение
Северные китовидные дельфины держатся обычно маленькими стайками (3—10 особей) и редко приближаются к берегам. Часто и высоко выпрыгивают из воды. Раненых сородичей не покидают и подолгу остаются около них. За кораблями следуют очень редко.

## Северный китовидный дельфин и человек
В Японии эти дельфины издавна были промысловым видом.